# Tara Steimer-Herbet
Tara Steimer-Herbet (auch Tara Steimer; * 8. August 1969) ist eine französische Archäologin, die vor allem zu Megalithbauten in Vorderasien und Indonesien forscht.

## Leben
Steimer-Herbet studierte von 1990 bis 1994 Kunstgeschichte und Archäologie an der Université de Toulouse-Le Mirail und wechselte dann an die Université Paris 1 Panthéon-Sorbonne. 1996 erwarb sie den Master-Abschluss sowie das Diplôme d’études approfondies. Anschließend begann sie in Paris ein Promotionsstudium, in dessen Rahmen sie von 1996 bis 1997 die École biblique et archéologique française de Jérusalem besuchte. 2001 promovierte sie zum Thema Classification des sépultures à superstructure lithique dans le Levant et l’Arabie occidentale (IVe et IIIe millénaires avant J.-C.).
Ab 1998 und auch nach ihrer Promotion war Steimer-Herbet an einem Forschungsprogramm des CNRS im Jemen beteiligt, wo sie megalithische Grabanlagen in Ramlat as-Sabatayn, im Wadi Washah und im Wadi Idim erforschte. Dieses Projekt dauerte bis 2005. Zwischen 2003 und 2008 nahm sie an einem weiteren Forschungsprogramm des CNRS im Süden von Syrien teil und erforschte dort Megalithstrukturen in Jaulan und Leja. Zwischen 2005 und 2006 leitete sie im Rahmen eines gemeinsamen Projekts des Institut Français du Proche-Orient und der Yarmuk-Universität eine Aufnahme der archäologischen Fundplätze im jordanischen Gouvernement Irbid. Von 2005 bis 2010 leitete sie zusammen mit Michael Harrower in Jemen und in Oman ein Forschungsprojekt zu den Anfängen der Landwirtschaft im südlichen Arabien.

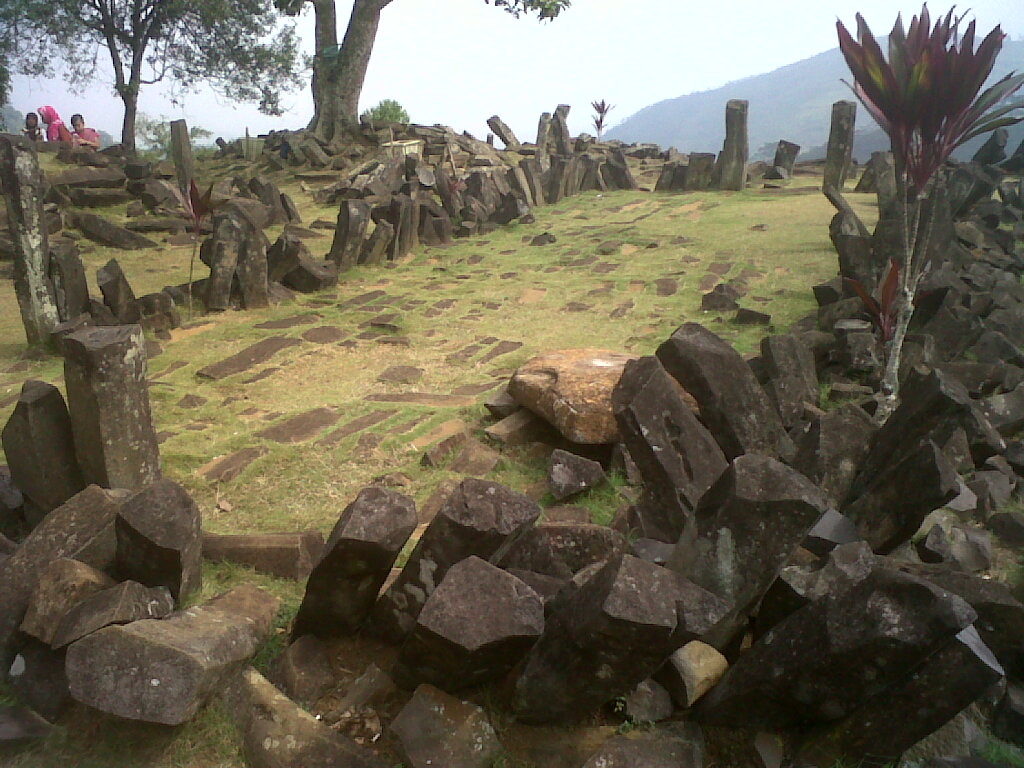
Megalithisches Bauwerk in Gunung Padang, Java

Nach dem Abschluss ihrer Forschungsprojekte im Nahen Osten ging sie 2011 nach Indonesien und erforschte dort als selbstständige Archäologin auf Sumatra die Sarkophage in Batak und die Dolmen von Pasemah, die Stelen auf Nias und Sulawesi, die Felsgräber auf Sumbawa, auf Java die Dolmen von Bondowoso und die megalithischen Tempel von Gunung Padang, die Dolmen auf Sumba und die Steinaltäre auf Flores. Diese Forschungen dauerten bis 2013.
Seit 2013 arbeitet Steimer-Herbet als Lehrbeauftragte am Département F.-A. Forel des sciences de l'environnement et de l’eau an der Universität Genf. Zudem leitete sie für das Laboratoire d’archéologie préhistorique et anthropologie der Universität Genf ab 2015 Grabungen in Le Grand-Saconnex.

## Schriften
- Classification des sépultures à superstructure lithique dans le Levant et l’Arabie occidentale (IVe et IIIe millénaires avant J.-C.) (= BAR International Series. Band 1246). Hadrian, Oxford 2004, ISBN 1-84171-606-5.
- Pierres levées, stèles anthropomorphes et dolmens. Standing stones, anthropomorphic stelae and dolmens (= BAR International Series. Band 2317). Archaeopress, Oxford 2012, ISBN 978-1-4073-0900-2.
- Mégalithes et Cultures Indigènes. Les Peuples oubliés de l’Archipel Indonésien. Hexart, Jakarta 2013, ISBN 978-602-9166-17-0.
- Indonesian Megaliths: A Forgotten Cultural Heritage. Archaeopress, Oxford 2018, ISBN 978-1-78491-8439 (Online).
- Mit Maya Haïdar-Boustani und Valerie Porra-Kuteni: Memories in the rock. Mankind’s memories. Archaeological Heritage of Menjez. The Municipality of Menjez (Akkar-Lebanon)-Heritage House, Menjez 2019, ISBN 978-9953-0-4480-4.